# Емцов, Сергей Константинович
Сергей Константинович Емцов (25 сентября 1899, Верный, Верненский уезд, Семиреченская область, Туркестанский край, Российская империя — 1953, Ташкент, Узбекская ССР, СССР) — советский государственный и партийный деятель. Первый секретарь Ферганского обкома КП(б) Узбекистана (1938—1940). Депутат Верховного Совета СССР II созыва.

## Биография
Родился в семье рабочего-маляра. В 1912 году окончил один класс церковно-приходской школы в городе Верном. В июне — сентябре 1912 г. — чернорабочий табачной фабрики Гаврилова. В сентябре 1912 — октябре 1915 г. — ученик школы садоводства в городе Верный.
В октябре 1915 — марте 1917 г. — садовник садоводческих хозяйств Алексеева, Давыдова и братьев Федора и Григория Каменских в городе Ташкенте. В марте 1917 — феврале 1918 г. — садовник Туркестанской сельскохозяйственной опытной станции. В феврале 1918 — марте 1919 г. — садовник плодопитомника Кривцова в городе Ташкенте.
В марте 1919 — марте 1920 г. — садовник питомника агроотделу областного земельного управления в городе Верный. В 1919 году вступил в комсомол.
Член РКП(б) с марта 1920 года.
В марте — сентябре 1920 г. — председатель уездного комитета и заведующий отделом по работе в деревне областного комитета комсомола в городе Верном (Алма-Ате).
В сентябре 1920 — марте 1921 г. — районный политический организатор штаба Запасной армии в городе Казани. В марте 1921 — марте 1922 г. — инструктор садоводства уездного земельного отдела в городе Алма-Ате. В марте — сентябре 1922 г. — политический руководитель 10-го Туркестанского стрелкового полка в городе Капал Казахской АССР.
В сентябре 1922 — августе 1925 г. — студент рабочего факультета при Среднеазиатском государственном университете в Ташкенте.
В августе 1925 — сентябре 1926 г. — инструктор Красно-Восточного районного комитета КП(б) Узбекистана города Ташкента.
В сентябре 1926 — июне 1928 г. — студент и секретарь партийного коллектива Среднеазиатского государственного университета. Окончил три курса экономического факультета.
В июне 1928 — август 1929 г. — заместитель заведующего организационного отдела, заместитель заведующего отделом по работе в деревне Ташкентской окружного комитета КП(б) Узбекистана. В августе 1929 — апреле 1930 г. — заведующий организационного отдела Кашкадарьинского окружного комитета КП(б) Узбекистана в городе Бек-Буде. В апреле — августе 1930 г. — заведующий организационного отдела Ново-Ургенчского окружного комитета КП(б) Узбекистана. В августе 1930 — марте 1931 г. — заведующий организационным отделом Самаркандского городского комитета КП(б) Узбекистана. В марте — июле 1931 г. — секретарь по организационно-партийной работе 4-го района Среднеазиатской железной дороги в городе Коканде.
В июле 1931 — марте 1933 г. — слушатель аграрного отделения Института красной профессуры в Москве.
В феврале — сентябре 1938 г. — 2-й секретарь Организационного бюро ЦК КП(б) Узбекистана в Ферганской области.
В сентябре 1938 — марте 1940 г. — 1-й секретарь Ферганского областного комитета ЦК КП(б) Узбекистана.
В марте 1940 — июле 1941 г. — 3-й секретарь Ташкентского областного комитета ЦК КП(б) Узбекистана.
В июле 1941 — декабре 1946 г. — 2-й секретарь Ташкентского городского комитета ЦК КП(б) Узбекистана.
В декабре 1946 — мае 1950 г. — 2-й секретарь Ташкентского областного комитета ЦК КП(б) Узбекистана.
Умер в Ташкенте в 1953 году (по другим данным — в 1950). Похоронен в парке им. М. Кафанова. В постсоветское время останки перенесены на Боткинское кладбище Ташкента.

## Награды
- Орден Ленина (21 января 1939) — за выдающиеся успехи в сельском хозяйстве и особенно за перевыполнение плана по хлопку
- ордена
- медали